# Liste der Monuments historiques in Errouville
Die Liste der Monuments historiques in Errouville führt die Monuments historiques in der französischen Gemeinde Errouville auf.

## Liste der Immobilien
| Bezeichnung | Beschreibung            | Standort                                 | Kennzeichnung | Schutzstatus | Datum | Bild |
| ----------- | ----------------------- | ---------------------------------------- | ------------- | ------------ | ----- | ---- |
| Beinhaus    | aus dem 18. Jahrhundert | Rue de Hollande, auf dem Friedhof (Lage) | PA00106026    | Inscrit      | 1987  |      |